# Peter Tägtgren
Peter Tägtgren (* 3. června 1970) je švédský hudebník. Známý je jako zakladatel, hlavní zpěvák, skladatel a kytarista švédské deathmetalové skupiny Hypocrisy a industrialmetalové skupiny Pain.
Působil také ve skupinách Lock Up (grindcore/death metal), kde zpíval, The Abbys (black metal), kde hrál na bicí, baskytaru a zpíval, War (black metal), kde hrál na bicí, a nejnověji Bloodbath (death metal), kde rovněž zpívá. Objevil se jako kytarista v živých vystoupeních skupin Marduk a E-Type. Působil v hudebním projektu Lindemann.
Jedná se také o hudebního producenta. Tägtgren vlastní nahrávací studio Abbys, které využívají skupiny z celé Skandinávie včetně Dimmu Borgir, Immortal, Children of Bodom, Celtic Frost nebo Skyfire.

## Život
V devíti letech začal Peter hrát na bicí a později se naučil hrát na kytaru, baskytaru a klávesy. Nyní současně zpívá ve dvou skupinách, Hypocrisy a Pain.
Po rozpadu jeho první skupiny Conquest se přestěhoval do USA a po několika zkušebních schůzkách s kytaristou skupiny Creation Philem Fascianou se stal součástí tamní death metalové scény. Peter slíbil, že do roka ukáže vlastní skupinu a nahrávací smlouvu. Založil Hypocrisy (tehdy ještě jednočlenný projekt) a všechny nástroje si nahrál sám. Podepsal smlouvu s nezávislou nahrávací společností Nuclear Blast.

## Zajímavosti
Peter Tägtgren ve Švédsku “vlastní” vesnici zvanou Pärlby. Tato vesnice má 120 obyvatel a leží asi tři hodiny jízdy severozápadně od Stockholmu.
Během nahrávání alba Dancing with the Dead (Pain) přestalo jeho srdce na několik sekund bít. Tato událost jej inspirovala k napsání písně Dancing with the Dead.
9. září 2016 vyšlo album Coming Home, kde si zazpíval i Joakim Brodén ze švédské Power metalové kapely Sabaton, jejichž osmé studiové album The Last Stand Peter produkoval.

## Diskografie
- Algaion - Vox Clamentis (bicí)
- Bloodbath - Nightmares Made Flesh (zpěv)
- Edge of Sanity - Infernal (sólová kytara v jedné písni)
- Hypocrisy - Penetralia (kytara, klávesy)
- Hypocrisy - Osculum Obscenum (kytara, klávesy)
- Hypocrisy - The Fourth Dimension (kytara, zpěv, klávesy)
- Hypocrisy - Abducted (kytara, zpěv, klávesy)
- Hypocrisy - The Final Chapter (kytara, zpěv, klávesy)
- Hypocrisy - Hypocrisy (kytara, zpěv, klávesy)
- Hypocrisy - Into the Abyss (kytara, zpěv, klávesy)
- Hypocrisy - Catch 22 (kytara, zpěv, klávesy)
- Hypocrisy - The Arrival (kytara, zpěv, klávesy)
- Hypocrisy - Virus (kytara, zpěv, klávesy)
- Lock Up - Pleasures Pave Sewers (zpěv)
- Marduk - Live in Germania (kytara naživo)
- Pain - Pain (zpěv, všechny nástroje)
- Pain - Rebirth (zpěv, všechny nástroje)
- Pain - Dancing with the Dead (zpěv, všechny nástroje)
- Pain - Live Is Overrated (DVD)
- Pain - Nothing Remains the Same (zpěv, všechny nástroje)
- Pain - Psalms of Extinction (zpěv, všechny nástroje)
- Pain - Coming Home (zpěv, všechny nástroje)
- The Abyss - Summon the Beast (zpěv, bicí, basová kytara)
- The Abyss - The Other Side (zpěv, bicí, basová kytara)
- Therion - A'arab Zaraq - Lucid Dreaming (producent, kytara, koncertní křídlo)
- War - Total War (bicí)
- Lindemann - Skills in Pills (všechny nástroje)
- Lindemann - F & M (všechny nástroje)

## Produkce
- Death Organ - 9 to 5 (Death Organ album) (1995)
- Dark Funeral - The Secrets of the Black Arts (1996)
- Fleshcrawl - Bloodsoul (1996)
- Dimmu Borgir - Enthrone Darkness Triumphant (1997)
- Fleshcrawl - Bloodred Massacre (1997)
- Therion - A'arab Zaraq - Lucid Dreaming (1997)
- Dark Funeral - Vobiscum Satanas (1998)
- Amon Amarth - Once Sent from the Golden Hall (1998)
- Dimmu Borgir - Godless Savage Garden (1998)
- Love Like Blood - Snakekiller (1998)
- Immortal - At the Heart of Winter (1999)
- Dimmu Borgir - Spiritual Black Dimensions (1999)
- Borknagar - Quintessence (2000)
- Children of Bodom - Follow the Reaper (2000)
- Dark Funeral - Teach Children to Worship Satan (2000)
- Dark Funeral - In the Sign... (2000)
- Gardenian - Sindustries (2000)
- Immortal - Damned in Black (2000)
- Old Man's Child - Revelation 666 – The Curse of Damnation (2000)
- Rotting Christ - Khronos (2000)
- Susperia - Predominance (2000)
- Sabaton - The Art of War (2008)
- Dark Funeral - Diabolis Interium (2001)
- Immortal - Sons of Northern Darkness (2002)
- Susperia - Vindication (2002)
- Dimmu Borgir - Stormblåst MMV (2005)
- Celtic Frost - Monotheist (2006)
- Children of Bodom - Blooddrunk (2008)
- Carolus Rex - Sabaton (2014)
- Heroes (album, Sabaton) - Sabaton (2014)
- The Last Stand - Sabaton (2016)

Také produkoval všechna alba Hypocrisy od roku 1994 a všechna alba Pain.